# Épreuve par équipes de patinage artistique aux Jeux olympiques de 2022
Pour des articles plus généraux, voir Patinage artistique aux Jeux olympiques de 2022 et Jeux olympiques d'hiver de 2022.
Navigation
Pyeongchang 2018 Milan-Cortina 2026
L'épreuve par équipes de patinage artistique des Jeux olympiques d'hiver de 2022 se déroule du 4 au 7 février 2022 au palais omnisports de Pékin en Chine.

## Calendrier des compétitions
- Épreuves avec médailles

Tous les horaires sont à l'heure de Pékin (UTC+8).
| Date      | Horaire | Épreuve                                                 |
| --------- | ------- | ------------------------------------------------------- |
| 4 février | 09 h 55 | Épreuve par équipes : Programme court (Messieurs)       |
| 4 février | 11 h 35 | Épreuve par équipes : Programme court (Couples)         |
| 4 février | 13 h 15 | Épreuve par équipes : Danse rythmique (Danse sur glace) |
| 6 février | 09 h 30 | Épreuve par équipes : Programme court (Dames)           |
| 6 février | 11 h 50 | Épreuve par équipes : Programme libre (Messieurs)       |
| 7 février | 09 h 15 | Épreuve par équipes : Programme libre (Couples)         |
| 7 février | 10 h 30 | Épreuve par équipes : Danse libre (Danse sur glace)     |
| 7 février | 11 h 35 | Épreuve par équipes : Programme libre (Dames)           |

## Format de l'épreuve
Dix pays sont qualifiés, selon les résultats de leurs patineurs et patineuses dans les compétitions internationales l'année précédant les Jeux olympiques.
Chaque équipe présente un patineur, une patineuse, un couple artistique et un couple de danse, pour le programme court. Les participants doivent être qualifiés pour les épreuves individuelles (ou en couple) de la compétition olympique, mais une équipe à laquelle il manquerait un patineur / une patineuse ou un couple artistique / de danse dans une des disciplines peut présenter un patineur ou un couple non qualifié.
Les points sont attribués en fonction du classement à chaque épreuve (de 10 points au 1er à 1 point au 10e). Les cinq pays les mieux classés après l'ensemble des programmes courts concourent sur les programmes libres, en pouvant procéder à deux changements dans leur équipe.
Les points sont attribués sur les programmes libres selon le même principe que sur les programmes courts et les équipes sont classées au cumul des deux épreuves dans les quatre catégories.

## Participants
| Pays       | Hommes                                                       | Femmes                                                            | Couples                                                                                                  | Danseurs                                                                                     |
| ---------- | ------------------------------------------------------------ | ----------------------------------------------------------------- | --- | -------------------------------------------------------------------------------------------- |
| Allemagne  | Paul Fentz                                                   | Nicole Schott                                                     | N/A | Katharina Müller / Tim Dieck                                                                 |
| Canada     | Roman Sadovsky                                               | Madeline Schizas                                                  | Kirsten Moore-Towers / Michael Marinaro (programme court) Vanessa James / Eric Radford (programme libre) | Piper Gilles / Paul Poirier                                                                  |
| Chine      | Jin Boyang                                                   | Zhu Yi                                                            | Sui Wenjing / Han Cong (programme court) Peng Cheng / Jin Yang (programme libre)                         | Wang Shiyue / Liu Xinyu                                                                      |
| États-Unis | Nathan Chen (programme court) Vincent Zhou (programme libre) | Karen Chen                                                        | Alexa Scimeca Knierim / Brandon Frazier                                                                  | Madison Hubbell / Zachary Donohue (danse rythmique) Madison Chock / Evan Bates (danse libre) |
| Géorgie    | Moris Kvitelashvili                                          | Anastasia Gubanova                                                | Karina Safina / Luka Berulava                                                                            | Maria Kazakova / Georgy Reviya                                                               |
| Italie     | Daniel Grassl                                                | Lara Naki Gutmann                                                 | Nicole Della Monica / Matteo Guarise                                                                     | Charlène Guignard / Marco Fabbri                                                             |
| Japon      | Shoma Uno (programme court) Yuma Kagiyama (programme libre)  | Wakaba Higuchi (programme court) Kaori Sakamoto (programme libre) | Riku Miura / Ryuichi Kihara                                                                              | Misato Komatsubara / Tim Koleto                                                              |
| ROC        | Mark Kondratiuk                                              | Kamila Valieva                                                    | Anastasia Mishina / Aleksandr Galliamov                                                                  | Victoria Sinitsina / Nikita Katsalapov                                                       |
| Tchéquie   | Michal Brezina                                               | Eliška Březinová                                                  | Jelizaveta Zukova / Martin Bidar                                                                         | Natalie Taschlerova / Filip Taschler                                                         |
| Ukraine    | N/A                                                          | Anastasiia Shabotova                                              | Sofiia Holichenko / Artem Darenskyi                                                                      | Oleksandra Nazarova / Maksym Nikitin                                                         |

1. 1 2  Le patineur allemand Nolan Seegert, prévu pour l'épreuve de couple, et le patineur ukrainien Ivan Chmouratko, prévu pour l'épreuve masculine, sont testés positifs au Covid-19 avant l'épreuve par équipes  et n'ont pas pu revenir à temps en suivant le protocole. En tant que seuls qualifiés pour leur CNO dans leurs disciplines respectives, ils ne peuvent pas être remplacés et leur équipe n'aura aucun point pour leur programme.

## Podium
| Épreuve             | Or                      | Argent             | Bronze                  |
| ------------------- | ----------------------- | ------------------ | ----------------------- |
| Épreuve par équipes | États-Unis - Evan Bates | Japon - Tim Koleto | ROC - Nikita Katsalapov |

## Résultats
Selon la décision du tribunal arbitral du sport du 29 janvier 2024, sur la disqualification de la patineuse russe Kamila Valieva pour quatre ans, à partir du 25 décembre 2021, ses scores à ces Jeux olympiques sont annulés. Cela enlève 20 points à l'équipe russe qui perd sa médaille d'or et rétrograde à la 3e place.

### Programme court Messieurs
| Rang | Nom                 | Pays       | Points | Points équipe |
| ---- | ------------------- | ---------- | ------ | ------------- |
| 1    | Nathan Chen         | États-Unis | 111.71 | 10            |
| 2    | Shoma Uno           | Japon      | 105.46 | 9             |
| 3    | Mark Kondratiuk     | ROC        | 95.81  | 8             |
| 4    | Moris Kvitelashvili | Géorgie    | 92.37  | 7             |
| 5    | Daniel Grassl       | Italie     | 88.10  | 6             |
| 6    | Jin Boyang          | Chine      | 82.87  | 5             |
| 7    | Michal Brezina      | Tchéquie   | 76.77  | 4             |
| 8    | Roman Sadovsky      | Canada     | 71.06  | 3             |
| 9    | Paul Fentz          | Allemagne  | 68.64  | 2             |

### Programme court Dames
| Rang         | Nom                  | Pays       | Points | Points équipe |
| ------------ | -------------------- | ---------- | ------ | ------------- |
| 1            | Wakaba Higuchi       | Japon      | 74,73  | 9             |
| 2            | Madeline Schizas     | Canada     | 69,60  | 8             |
| 3            | Anastasia Gubanova   | Géorgie    | 67,56  | 7             |
| 4            | Karen Chen           | États-Unis | 65,20  | 6             |
| 5            | Nicole Schott        | Allemagne  | 62,66  | 5             |
| 6            | Anastasiia Shabotova | Ukraine    | 62,49  | 4             |
| 7            | Eliška Březinová     | Tchéquie   | 61,05  | 3             |
| 8            | Lara Naki Gutmann    | Italie     | 58,52  | 2             |
| 9            | Zhu Yi               | Chine      | 47,03  | 1             |
| Disqualifiée | Kamila Valieva       | ROC        | 90,18  | 0             |

### Programme court Couples
| Rang | Nom                                     | Pays       | Points | Points équipe |
| ---- | --------------------------------------- | ---------- | ------ | ------------- |
| 1    | Sui Wenjing / Han Cong                  | Chine      | 82.83  | 10            |
| 2    | Anastasia Mishina / Aleksandr Galliamov | ROC        | 82.64  | 9             |
| 3    | Alexa Scimeca Knierim / Brandon Frazier | États-Unis | 75.00  | 8             |
| 4    | Riku Miura / Ryuichi Kihara             | Japon      | 74.45  | 7             |
| 5    | Kirsten Moore-Towers / Michael Marinaro | Canada     | 67.34  | 6             |
| 6    | Karina Safina / Luka Berulava           | Géorgie    | 64.79  | 5             |
| 7    | Nicole Della Monica / Matteo Guarise    | Italie     | 60.30  | 4             |
| 8    | Jelizaveta Zukova / Martin Bidar        | Tchéquie   | 56.70  | 3             |
| 9    | Sofiia Holichenko / Artem Darenskyi     | Ukraine    | 53.65  | 2             |

### Danse rythmique
| Rang | Nom                                    | Pays       | Points | Points équipe |
| ---- | -------------------------------------- | ---------- | ------ | ------------- |
| 1    | Madison Hubbell / Zachary Donohue      | États-Unis | 86.56  | 10            |
| 2    | Victoria Sinitsina / Nikita Katsalapov | ROC        | 85.05  | 9             |
| 3    | Charlène Guignard / Marco Fabbri       | Italie     | 83.83  | 8             |
| 4    | Piper Gilles / Paul Poirier            | Canada     | 82.72  | 7             |
| 5    | Wang Shiyue / Liu Xinyu                | Chine      | 74.66  | 6             |
| 6    | Natalie Taschlerova / Filip Taschler   | Tchéquie   | 68.99  | 5             |
| 7    | Misato Komatsubara / Tim Koleto        | Japon      | 66.54  | 4             |
| 8    | Maria Kazakova / Georgy Reviya         | Géorgie    | 64.60  | 3             |
| 9    | Oleksandra Nazarova / Maksym Nikitin   | Ukraine    | 64.04  | 2             |
| 10   | Katharina Müller / Tim Dieck           | Allemagne  | 63.21  | 1             |

### Programme libre Messieurs
| Rang | Nom             | Pays       | Points | Points équipe |
| ---- | --------------- | ---------- | ------ | ------------- |
| 1    | Yuma Kagiyama   | Japon      | 208,94 | 10            |
| 2    | Mark Kondratiuk | ROC        | 181,65 | 9             |
| 3    | Vincent Zhou    | États-Unis | 171,44 | 8             |
| 4    | Jin Boyang      | Chine      | 155,04 | 7             |
| 5    | Roman Sadovsky  | Canada     | 122,60 | 6             |

### Programme libre Dames
| Rang         | Nom              | Pays       | Points | Points équipe |
| ------------ | ---------------- | ---------- | ------ | ------------- |
| 1            | Kaori Sakamoto   | Japon      | 148,66 | 9             |
| 2            | Madeline Schizas | Canada     | 132,04 | 8             |
| 3            | Karen Chen       | États-Unis | 131,52 | 7             |
| 4            | Zhu Yi           | Chine      | 91,41  | 6             |
| Disqualifiée | Kamila Valieva   | ROC        | 178,92 | 0             |

### Programme libre Couples
| Rang | Nom                                     | Pays       | Points | Points équipe |
| ---- | --------------------------------------- | ---------- | ------ | ------------- |
| 1    | Anastasia Mishina / Aleksandr Galliamov | ROC        | 145,20 | 10            |
| 2    | Riku Miura / Ryuichi Kihara             | Japon      | 139,60 | 9             |
| 3    | Peng Cheng / Jin Yang                   | Chine      | 131,75 | 8             |
| 4    | Vanessa James / Eric Radford            | Canada     | 130,07 | 7             |
| 5    | Alexa Scimeca Knierim / Brandon Frazier | États-Unis | 128,97 | 6             |

### Danse libre
| Rang | Nom                                    | Pays       | Points | Points équipe |
| ---- | -------------------------------------- | ---------- | ------ | ------------- |
| 1    | Madison Chock / Evan Bates             | États-Unis | 129,07 | 10            |
| 2    | Victoria Sinitsina / Nikita Katsalapov | ROC        | 128,17 | 9             |
| 3    | Piper Gilles / Paul Poirier            | Canada     | 124,39 | 8             |
| 4    | Wang Shiyue / Liu Xinyu                | Chine      | 107,18 | 7             |
| 5    | Misato Komatsubara / Tim Koleto        | Japon      | 98,66  | 6             |

### Classement final
| Rang                                | Nation     | Programme court | Programme court | Programme court | Programme court | Programme libre | Programme libre | Programme libre | Programme libre | Points |
| Rang                                | Nation     | Messieurs       | Couples         | Danse           | Dames           | Couples         | Messieurs       | Dames           | Danse           | Points |
| ----------------------------------- | ---------- | --------------- | --------------- | --------------- | --------------- | --------------- | --------------- | --------------- | --------------- | ------ |
| Médaille d'or, Jeux olympiques      | États-Unis | 10              | 8               | 10              | 6               | 6               | 8               | 7               | 10              | 65     |
| Médaille d'argent, Jeux olympiques  | Japon      | 9               | 7               | 4               | 9               | 9               | 10              | 9               | 6               | 63     |
| Médaille de bronze, Jeux olympiques | ROC        | 8               | 9               | 9               | Disqualifiée    | 10              | 9               | Disqualifiée    | 9               | 54     |
| 4                                   | Canada     | 3               | 6               | 7               | 8               | 7               | 6               | 8               | 8               | 53     |
| 5                                   | Chine      | 5               | 10              | 6               | 1               | 8               | 7               | 6               | 7               | 50     |
| 6                                   | Géorgie    | 7               | 5               | 3               | 7               | non qualifiée   | non qualifiée   | non qualifiée   | non qualifiée   | 22     |
| 7                                   | Italie     | 6               | 4               | 8               | 2               | non qualifiée   | non qualifiée   | non qualifiée   | non qualifiée   | 20     |
| 8                                   | Tchéquie   | 4               | 3               | 5               | 3               | non qualifiée   | non qualifiée   | non qualifiée   | non qualifiée   | 15     |
| 9                                   | Allemagne  | 2               | -               | 1               | 5               | non qualifiée   | non qualifiée   | non qualifiée   | non qualifiée   | 8      |
| 10                                  | Ukraine    | -               | 2               | 2               | 4               | non qualifiée   | non qualifiée   | non qualifiée   | non qualifiée   | 8      |